# Jennifer Tong
Pour les articles homonymes, voir Tong (homonymie).
Ne doit pas être confondu avec Jennifer Tung.
Jennifer Tong, née à Vancouver (Colombie-Britannique), est une actrice canadienne. Elle est notamment connue pour ses rôles dans les séries télévisées Sacred Lies et Fakes.

## Carrière
En 2022, elle tient l'un des rôles principaux de la série Fakes sur Netflix.

## Filmographie

### Cinéma
- 2020 : The Lost Vlog of Ruby Real : Ruby Real
- 2021 : John from Home : Lila
- 2021 : Honey Girls : Hannah

### Télévision

#### Séries télévisées
- 2018 : Dude Chilling Park : Nina (4 épisodes)
- 2018 : Sacred Lies : Tracy (8 épisodes)
- 2019 : Charmed : une adepte de la secte
- 2020 : Legends of Tomorrow : Inez Martin
- 2020 : Grand Army : Su (4 épisodes)
- 2021 : Motherland: Fort Salem : Shireen (2 épisodes)
- 2022 : Good Doctor : Allie
- 2022 : Fakes : Rebecca Li (10 épisodes)

#### Téléfilms
- 2020 : L'héritière de Noël : Dawn Evans